# Cumella argentinae
Cumella argentinae är en kräftdjursart som beskrevs av Jones 1984. Cumella argentinae ingår i släktet Cumella och familjen Nannastacidae. Inga underarter finns listade i Catalogue of Life.